# The Busker
The Busker je malteška indie pop skupina, ustanovljena leta 2012, ki jo sestavljajo trije člani, in sicer David Meilak (* 11. oktober 1994), Jean Paul Borg (* 27. avgust 1993), in Sean Meachen (* 19. november 1993). Skupina je zastopala Malto na Pesmi Evrovizije 2023 s pesmijo »Dance (Our Own Party)«. Pesem je bila največkrat predvajana pesem na Malti leta 2023.

## Zgodovina
Skupina je bila ustanovljena oktobra 2012, ustanovila sta jo pevec in kitarist Dario Genovese ter Jean Paul Borg. Skupina je začela z igranjem po ulicah – tako imenovanim buskingom, od tod tudi ime skupine. Kmalu zatem so začeli objavljati svoje pesmi na YouTubu. Dve leti kasneje sta se pridružila basist in klaviaturist David Grech in saksofonist Sean Meachen.
Leta 2017 so izdali svoj debitantski album »Telegram«, ki je izšel leta 2017.  Naslednje leto je izšel še en album z naslovom »Ladies and Gentlemen«. Genovese in Grech sta sčasoma zapustila skupino in kmalu zatem se jim je pridružil Meilak kot glavni pevec in frontman.
Novembra 2022 je bilo potrjeno, da bo The Busker sodeloval na malteškrm nacionalnem izboru za Pesem Evrovizije. Njihova pesem, »Dance (Our Own Party)« je bila izbrana za najboljšo ter jim prinesla pravico po zastopanju Malte na Pesmi Evrovizije 2023 v Liverpoolu. Nastopili so v prvem polfinalu, a se niso uvrstili v veliki finale. Zasedli so zadnje, 15. mesto s 3 točami.
V juliju 2023 je skupina nastopila na otvoritveni slovesnosti UEFA Evropskega nogometnega prvenstva do 19 let. Dne 18. julija 2023 je skupina nastopila na Isle of MTV, na katerem so sodelovali skupaj z OneRepublic in Alessom. Dne 15. septembra 2023 so nastopili na EuroPride, ki je potekal v Valletti, skupaj z drugimi evrovizijskimi glasbeniki kot so Conchita Wurst, The Roop in Katrina Leskanich iz Katrina and the Waves.

## Člani

### Trenutni člani
- David "Dav. Jr" Meilak – glavni vokal, kitara
- Jean Paul Borg – bobni
- Sean Meachen – saksofon

### Nekdanji člani
- Dario Genovese – vokal, kitara
- David Grech – bas

## Diskografija

### Studijski albumi
| Naslov               | Podrobnosti                                                                                           |
| -------------------- | --- |
| Telegram             | - Objavljeno: 25. septembra 2017 - Založba: Samostojno izdano - Formati: digitalni prenos, pretakanje |
| Ladies and Gentlemen | - Objavljeno: 4. decembra 2018 - Založba: Samostojno izdano - Formati: digitalni prenos, pretakanje   |

### EP
| Naslov            | Podrobnosti                                                                                          |
| ----------------- | --- |
| Busker            | - Objavljeno: 2013 - Založba: Samostojno izdano                                                      |
| Greenwich Village | - Objavljeno: 5. julija 2013 - Založba: Samostojno izdano - Formati: digitalni prenos, pretakanje    |
| EP3               | - Objavljeno: 28. aprila 2014 - Založba: Samostojno izdano - Formati: digitalni prenos, pretakanje   |
| #FOUT             | - Objavljeno: 30. novembra 2014 - Založba: Samostojno izdano - Formati: digitalni prenos, pretakanje |
| X                 | - Objavljeno: 1. septembra 2021 - Založba: Samostojno izdano - Formati: digitalni prenos, pretakanje |

### Pesmi
| Naslov                                                                               | leto | Najvišja uvrstitev na lestvici | Album/EP             |
| Naslov                                                                               | leto | MLT                            | Album/EP             |
| ------------------------------------------------------------------------------------ | ---- | ------------------------------ | -------------------- |
| »It's Alright (I've Got the Blues)«                                                  | 2016 | 1                              | Telegram             |
| »Away with You« (z Alexandro Alden)                                                  | 2017 | 9                              | Telegram             |
| »Surfin' Up«                                                                         | 2018 | 5                              | Ladies and Gentlemen |
| »Cadillac«                                                                           | 2018 | 3                              | Ladies and Gentlemen |
| »LWCTW«                                                                              | 2018 | 6                              | Ladies and Gentlemen |
| »Miles Away«                                                                         | 2018 | 3                              | Ladies and Gentlemen |
| »Just a Little Bit More« (z Matthewom Jamesom)                                       | 2020 | 1                              |                      |
| »Don't You Tell Me Want to Feel« (z Raquelo DG)                                      | 2021 | 2                              | X                    |
| »Loose«                                                                              | 2021 | 1                              | X                    |
| »Nothing More«                                                                       | 2021 | —                              |                      |
| »Miracle«                                                                            | 2022 | 6                              |                      |
| »Dance (Our Own Party)«                                                              | 2023 | 1                              |                      |
| »Thinking About You«                                                                 | 2023 | 2                              |                      |
| »Bulletproof«                                                                        | 2023 | 2                              |                      |
| »Talking Back«                                                                       | 2024 | 5                              |                      |
| »—« označuje posnetek, ki se ni uvrstil na lestvico ali ni bil izdan na tem ozemlju. |      |                                |                      |